# Wilson Onsare
Wilson Onsare (15 juni 1976) is een Keniaanse langeafstandsloper, die zich op de halve en hele marathon heeft gespecialiseerd.

## Loopbaan
In 2002 werd Onsare tweede op de 25 km van Berlijn en won de halve marathon van Parijs in 1:01.33.
Onsare maakte in 2003 zijn marathondebuut op de marathon van Parijs en finishte in een derde tijd van 2:06.47. Dit is de beste debutantentijd ooit.
In 2004 werd hij vierde op de marathon van Berlijn en in 2005 tweede op de Boston Marathon.

## Persoonlijke records
| Onderdeel      | Prestatie | Datum             | Plaats         |
| -------------- | --------- | ----------------- | -------------- |
| 10 km          | 27.55     | 31 maart 2002     | La Courneuve   |
| halve marathon | 1:00.52   | 6 september 2003  | Lille (Rijsel) |
| 25 km          | 1:14.51   | 26 september 2004 | Berlijn        |
| 30 km          | 1:29.45   | 6 april 2003      | Parijs         |
| marathon       | 2:06.47   | 6 april 2003      | Parijs         |

## Palmares

### 5 km
- 2001: 5e Medspan Classic in Hartford - 14.10

### 10 km
- 2000:  Pleumeur Bodou - 30.53
- 2001:  Chenoves - 29.34
- 2001: 4e Marseille - 29.21
- 2001:  La Talaudière - 30.19
- 2001:  Le Creusot - 29.48
- 2001:  Bridge of Flowers in Shelburne Falls - 30.33
- 2001:  Stone Harbor Lions Tim Kerr in Avalon - 29.07
- 2002:  Internationaux de la Seine St Denis in La Courneuve - 27.55
- 2002:  Chenove - 30.11
- 2003:  Seine-St-Denis in La Courneuve - 28.02
- 2007: 4e Avignon - 30.42

### 15 km
- 2002:  Voisin le Breteneux - 45.23

### 10 Eng. mijl
- 2000:  Rosny-sous-Bois - 48.00

### 20 km
- 1999:  Maroilles - 1:01.09
- 2000:  Strasbourg - 1:02.31
- 2000: 4e 20 km van Parijs - 1:00.00

### halve marathon
- 1999:  halve marathon van Oloron Sainte Marie - 1:02.41
- 1999:  halve marathon van Montbeliard - 1:03.22
- 1999: 9e halve marathon van Lille - 1:03.09
- 2000: 5e halve marathon van Nice - 1:03.02
- 2000:  halve marathon van Vannes - 1:05.50
- 2000:  halve marathon van Montbeliard - 1:04.01
- 2000:  halve marathon van Reims - 1:04.15
- 2000:  halve marathon van Morlaix - 1:04.32
- 2000:  halve marathon van Boulogne Billancourt - 1:04.55
- 2001:  halve marathon van San Diego - 1:02.45
- 2001: 6e Vitry-sur-Seine - 1:02.53
- 2001: 4e Philadelphia Distance Run - 1:01.51
- 2002:  halve marathon van Parijs - 1:01.33
- 2002:  halve marathon van Nice - 1:04.15
- 2002:  halve marathon van Lille - 1:01.55
- 2002:  halve marathon van Saint Denis - 1:04.02
- 2002:  halve marathon van Reims - 1:02.52
- 2003:  halve marathon van Lille - 1:00.52
- 2004: 4e halve marathon van Bogotá - 1:05.13
- 2007: 19e City-Pier-City Loop - 1:04.11

### 25 km
- 2002:  25 km van Berlijn - 1:15.49

### marathon
- 2003:  marathon van Parijs - 2:06.47
- 2003:  Joon Ang Seoul International - 2:10.55
- 2004:  marathon van Otsu - 2:08.33
- 2004: 4e marathon van Berlijn - 2:08.53
- 2005:  Boston Marathon - 2:12.21
- 2005: 5e Joon Ang Seoul International - 2:13.12
- 2006: 9e Boston marathon - 2:13.47
- 2006: 21e Chicago Marathon - 2:16.12
- 2007: 21e marathon van Singapore - 2:28.53
- 2009: 7e marathon van Tiberias - 2:13.46
- 2009: 20e marathon van Daegu - 2:20.47
- 2009: 15e marathon van Incheon - 2:29.06
- 2010: 7e marathon van Annecy - 2:29.51
- 2015: 11e marathon van Dalian - 2:18.24
- 2016: 4e marathon van Tianjin - 2:21.28